# Винер, Норберт
Но́рберт Ви́нер (англ. Norbert Wiener; 26 ноября 1894, США, штат Миссури, США — 18 марта 1964, Стокгольм, Швеция) — американский математик, один из основоположников кибернетики и теории искусственного интеллекта. Профессор MIT, где работал с 1919 года. Удостоен Национальной научной медали США.

## Биография
Норберт Винер родился в еврейской семье. Он был первым ребёнком Лео Винера и Берты Кан. Отец учёного, Лео Винер (1862—1939), родился в Белостоке Российской империи, учился в Минской, а затем Варшавской гимназии, поступил в Берлинский технический университет, после окончания второго курса которого переехал в США, где в итоге стал профессором на кафедре славянских языков и литературы в Гарвардском университете. Родители матери, Берты Кан, были выходцами из Германии.
В 4 года Винер научился читать, а в 7 лет уже читал Дарвина. В 9 лет поступил в среднюю школу. В 14 лет уже получил степень бакалавра с отличием в престижном Тафтс-колледже.
В 18 лет Норберт Винер получил степень доктора философии в Гарварде. Ключевые результаты его диссертации по философии, посвящённой формальной логике, будут опубликованы в трудах Кембриджского философского общества.
В 1913 году молодой Винер начинает своё путешествие по Европе, слушает лекции Б. Рассела и Г. Харди в Кембридже и Д. Гильберта в Гёттингене. После начала войны он возвращается в Америку. Во время учёбы в Европе будущему «отцу кибернетики» пришлось попробовать свои силы в роли журналиста околоуниверситетской газеты, испытать себя на педагогическом поприще, прослужить пару месяцев инженером на заводе.
В 1915 году он пытался попасть на фронт, но не прошёл медкомиссию из-за плохого зрения.
С 1919 года Винер становится преподавателем кафедры математики Массачусетского технологического института.
В 1920—1930 годах он вновь посещает Европу. В теории радиационного равновесия звёзд появляется уравнение Винера — Хопфа. Он читает курс лекций в пекинском университете Цинхуа. Среди его знакомых — Н. Бор, М. Борн, Ж. Адамар и другие известные учёные.
В 1926 году женился на Маргарет Энгеманн, эмигрантке из Германии, которую сосватали ему родители. В браке родилось двое дочерей. Сестра Винера Констанция была замужем за математиком Филипом Франклином, а их дочь вышла замуж за не менее известного математика Вацлава Бенеша.
Перед второй мировой войной Винер стал профессором Гарвардского, Корнеллского, Колумбийского, Брауновского, Гёттингенского университетов, получил в собственное безраздельное владение кафедру в Массачусетском институте, написал сотни статей по теории вероятностей и статистике, по рядам и интегралам Фурье, по теории потенциала и теории чисел, по обобщённому гармоническому анализу.
Во время второй мировой войны, на которую профессор пожелал быть призванным, он работает над математическим аппаратом для систем наведения зенитного огня (детерминированные и стохастические модели по организации и управлению американскими силами противовоздушной обороны): результатом стала новая действенная вероятностная модель управления силами ПВО.
«Кибернетика» Винера увидела свет в 1948 году. Полное название главной книги Винера выглядит следующим образом «Кибернетика, или управление и связь в животном и машине».
За несколько месяцев до смерти Норберт Винер был удостоен Национальной научной медали США, высшей награды для человека науки в Америке. На торжественном собрании, посвящённом этому событию, президент Джонсон произнёс: «Ваш вклад в науку на удивление универсален, ваш взгляд всегда был абсолютно оригинальным, вы потрясающее воплощение симбиоза чистого математика и прикладного учёного».
Норберт Винер скончался 18 марта 1964 года в Стокгольме. Похоронен на кладбище Vittum Hill, Нью-Гэмпшир.

## Научная деятельность
Винер был одним из первых исследователей стохастических и математических шумовых процессов, внес вклад в области электронной инженерии, электронной связи и систем управления. Именно Винер предложил моделировать сигнал как особый вид шума, придавая ему строгое математическое обоснование. Часто приводимый студентам пример заключается в том, что английский текст можно представить как случайную последовательность букв и пробелов, где каждой букве алфавита (и пробелу) соответствует определенная вероятность. Однако Винер работал с аналоговыми сигналами, для которых такой простой пример не подходит. Его ранние исследования в области теории информации и обработки сигналов касались только аналоговых сигналов и были в значительной степени забыты с развитием цифровой теории.

Винер является одним из ключевых основателей кибернетики — формализации понятия обратной связи, имеющей множество последствий для инженерии, системного управления, информатики, биологии, философии и организации общества. Его работы в области кибернетики оказали влияние на Грегори Бейтсона и Маргарет Мид, а через них — на антропологию, социологию и образование.

### Уравнение Винера
Простая математическая модель броуновского движения — уравнение Винера, названное в честь Винера, — предполагает, что текущая скорость частицы в жидкости изменяется случайным образом.

### Фильтр Винера
Для обработки сигналов фильтр Винера — это фильтр, предложенный Винером в 1940-х годах и опубликованный в 1942 году в виде засекреченного документа. Его цель — уменьшить количество шума в сигнале, сравнивая его с оценкой желаемого сигнала без шума. Винер разработал этот фильтр в Радиационной лаборатории MIT для предсказания положения немецких бомбардировщиков по отражениям радиолокационного сигнала. В результате возникла математическая теория большой общности — теория предсказания будущего наилучшим образом на основе неполной информации о прошлом. Это была статистическая теория, включавшая в себя приложения, которые, строго говоря, не предсказывали будущее, а лишь пытались удалить шум. Теория использовала более ранние работы Винера по интегральным уравнениям и преобразованиям Фурье.

### Нелинейная теория управления
Винер проявлял большой интерес к математической теории броуновского движения (названной в честь Роберта Броуна), доказав множество результатов, которые теперь широко известны, например, недифференцируемость траекторий. В результате одномерная версия броуновского движения была названа винеровским процессом. Это наиболее известный из процессов Леви — càdlàg-стохастических процессов со стационарными статистически независимыми приращениями, который часто встречается в чистой и прикладной математике, физике и экономике (например, на фондовом рынке).
Таубериановая теорема Винера (1932 года) развила таубериановые теоремы в теории суммируемости, которая на первый взгляд является разделом математического анализа. Винер показал, что большинство известных результатов можно выразить в виде принципа, взятого из гармонического анализа. В современной формулировке теорема Винера не имеет явной связи с таубериановыми теоремами, которые касаются бесконечных рядов, однако перевод этих результатов, сформулированных для интегралов или с использованием языка функционального анализа и банаховых алгебр, является относительно рутинным процессом.
Теорема Пейли — Винера связывает свойства роста целых функций на с преобразованием Фурье компактных распределений по Шварцу.
Теорема Винера — Хинчина (также известная как теорема Винера — Хинчина или теорема Хинчина — Колмогорова) утверждает, что спектральная плотность мощности случайного процесса, стационарного в широком смысле, является преобразованием Фурье соответствующей функции автокорреляции.
Абстрактное пространство Винера — это математический объект в теории меры, используемый для построения «приличной», строго положительной и локально конечной меры на бесконечномерном векторном пространстве. Первоначальная конструкция Винера применялась только к пространству вещественнозначных непрерывных путей на единичном интервале, известному как классическое винеровское пространство. Леонард Гросс впоследствии обобщил этот результат для случая общего сепарабельного банахова пространства.
Само понятие банахова пространства было открыто независимо Винером и Стефаном Банахом примерно в одно и то же время.

## Награды
Получил шесть научных наград и степень почётного доктора философии в трёх университетах.
Награды: Стипендия Гуггенхайма (1926-27), Премия имени Бохера (1933), Гиббсовская лекция (1949), Национальная научная медаль США (1963), Национальная книжная премия (1965)

## Память
В честь Норберта Винера в 1970 году назван кратер на обратной стороне Луны.

## Н. Винер о социальных последствиях автоматизации
Представим себе, что вторая революция завершена. Тогда средний человек со средними или ещё меньшими способностями не сможет предложить для продажи ничего, за что стоило бы платить деньги. Выход один — построить общество, основанное на человеческих ценностях, отличных от купли-продажи. Для строительства такого общества потребуется большая подготовка и большая борьба, которая при благоприятных обстоятельствах может вестись в идейной плоскости, а в противном случае — кто знает как?

## Публикации на русском языке
В СССР перевод «Кибернетики» Винера на русский язык, под редакцией Г. Н. Поварова, вышел в 1958 году, второе издание (с учётом расширенного американского издания) — в 1968 году, потом оно неоднократно переиздавалось.
- Н. Винер. Кибернетика, или Управление и связь в животном и машине. М.: Советское радио, 1958
- Современная математика для инженеров, сб. под ред. Э. Беккенбаха, 1958, М., ИЛ, 500 стр. // Н. Винер Гл. 8. Теория предсказания, стр. 185—215
- Н. Винер. Нелинейные задачи в теории случайных процессов. М.: ИЛ, 1961, 158 стр. с илл.
- Н. Винер. Управление и связь в животном и машине. Новые главы кибернетики. М.: Советское радио, 1963
- Н. Винер. Я — математик. М.: Наука, 1964, В 48 51 (09) УДК 510 (092), 354 стр. с илл., тир. 50000 экз.
- Н. Винер. Интеграл Фурье и некоторые его приложения. М.: Физматлит, 517.2 В 48, 256 стр. с илл., тир. 16000 экз.
- Н. Винер. Кибернетика, или Управление и связь в животном и машине. 2-е изд. М.: Советское радио, 1968
- Н. Винер. Творец и Будущее. М.: АСТ, 2003, 732 стр., тир. 5000 экз., ISBN 5-17-019210-X

### Другие русские издания работ Винера
- Винер Н. Бывший вундеркинд (автобиографическая повесть, часть первая)
- Винер Н. Я — математик (автобиографическая повесть, часть вторая, издание 2001 года)
- Винер Н. Я — математик (издание 1967 года)
- Винер Н. Кибернетика, или управление и связь в животном и машине. — 2-е издание. — М.: Наука, 1983.
- Винер Н. Человеческое использование человеческих существ: Кибернетика и общество
- Винер Н. Акционерное общество «Бог и Голем»: Обсуждение некоторых проблем, в которых кибернетика сталкивается с религией.
- Винер Н. Динамические системы в физике и биологии (статья)
- Винер Н. Индивидуальный и общественный гомеостазис (статья)
- Винер Н. Мое отношение к кибернетике, её прошлое и будущее (статья)
- Винер Н. Наука и общество (статья)
- Винер Н. Перспективы нейрокибернетики (статья)
- Винер Н. Основы метафизики, базовые законы и особенности (статья)
- Винер Н., Розенблют А. Проведение импульсов в сердечной мышце: Математическая формулировка проблемы проведения импульсов в сети связанных возбудимых элементов, в частности в сердечной мышце (статья)
- Винер Н. Голова (фантастический рассказ)
- Винер Н. Искуситель (роман)